# Marcello Piacentini
Marcello Piacentini (Roma, 8 de dezembro de 1881 — Roma, 18 de maio de 1960) foi um arquiteto e urbanista italiano. É o autor do projeto do Edifício Matarazzo, atual sede da Prefeitura de São Paulo.

## Biografia
Filho do arquiteto Pio Piacentini, cedo conheceu o sucesso profissional. Com 26 anos foi encarregado de reorganizar o centro histórico de Bergamo (1907). Trabalhou intensamente em toda a Itália mas foi particularmente em Roma, durante o Fascismo, que realizou obras de maior relevância - inúmeros edifícios e intervenções urbanísticas - as quais consolidaram sua imagem de architetto del regime e marcaram significativamente o aspecto da cidade. 
Criou um  neoclassicismo simplificado - alguma coisa entre o classicismo do grupo Novecento (Muzio, Lancia, Gio Ponti e outros) e o Racionalismo italiano do Grupo 7 e do M.I.A.R. (Movimento Italiano Architettura Razionale) de Giuseppe Terragni, Giuseppe Pagano e Adalberto Libera, entre outros.
De fato Piacentini estava distante de ambos os movimentos, conseguindo entretanto criar um estilo original, com características marcadamente ecléticas, embora buscando a monumentalidade típica das tendências estéticas da época.
As referências à tradição clássica aparecem sobretudo a partir dos anos 1930, contribuindo para a consolidação do Estilo Lictório (Stile Littorio) - assim denominado em alusão ao guarda (lictor) que, na antiga Roma, precedia a passagem de figuras da suprema magistratura, trazendo uma machadinha e um feixe de varas amarradas por correias, o fasces lictoriae (em italiano, fascio littorio), com o qual ia abrindo caminho em meio ao povo. Símbolo de origem etrusca usado como insígnia de poder e autoridade pelo Império Romano, foi também adotado pelos fascistas, tornando-se a marca do Estilo Lictório, o estilo oficial do regime. 
As mais ambiciosas realizações de Piacentini foram a concepção Cidade Universitária de Roma (1932) e, por designação expressa do próprio Benito Mussolini, em 1938, a coordenação do projeto da famosa E42, a Exposição Universal de Roma que deveria acontecer em 1942. 
No planeamento da renovação urbana de Livorno seguiu os princípios da arquitetura racionalista italiana, pensando em deixar no centro apenas edificações com funções  comerciais e de governo, eliminando das ruas as construções não conformes, para destacar os edifícios .
Piacentini frequentemente demonstrou posições urbanísticas conservadoras, defendendo algumas posições discutíveis como a demolição de alguns centros históricos, o desenvolvimento urbano em "mancha de óleo" e a abertura de vias radiais. Particularmente criticada foi a demolição dos Borghi e a abertura da Via della Concilizione segundo projeto elaborado por ele juntamente com o arquiteto Attilio Spaccarelli.
Foi membro influente de várias  comissões, dentre as quais as do plano diretor de Roma, em  1931, e da variante de 1942.
Professor de urbanística da faculdade de Arquitetura da Università degli Studi di Roma "La Sapienza" até 1955, da qual foi reitor. Após a queda do Fascismo, foi afastado por um curto período mas logo voltou a ensinar. Seu numerosos projetos do pós-guerra mostram uma certa perda de vigor, da qual a restauração do Teatro da Opera de Roma 1960  é o exemplo mais notável.
Após sua morte, é duramente criticado por Bruno Zevi, para quem Piacentini morrera, como arquiteto, em 1911.
Posteriormente algumas de suas obras posteriores a 1911 foram reavaliadas. Nos últimos anos, foi destacado o mérito de uma das operações urbanísticas realizadas por Piacentini - a abertura do segundo trecho da via Roma em Turim, realizada em 1936. Finalmente existe uma escola de pensamento que tende a reavaliar também o projeto urbanístico para o bairro da EUR, em Roma, embora predomine um certo ceticismo em torno desse assunto.